# Annette Edmondson
Annette Edmondson (Adelaide, 12 december 1991) is een Australisch voormalig wielrenster, die actief was op de weg en op de baan. In die laatste discipline werd ze drie keer wereldkampioen. Ze is de twee jaar oudere zus van Alexander Edmondson, ook een wielrenner.

## Carrière
Edmondson werd in 2015 twee keer wereldkampioen op de baan, zowel in het omnium als in de ploegenachtervolging. Bij de ploegenachtervolging won ze samen met Amy Cure, Melissa Hoskins en Ashlee Ankudinoff. Vier jaar later won ze wederom goud op de ploegenachtervolging, deze keer met Cure, Ankudinoff, Georgia Baker en Alexandra Manly.
Ze verdedigde haar land een eerste keer op de Olympische Zomerspelen 2012 in Londen. Samen met Melissa Hoskins en Josephine Tomic mocht ze strijden om het brons in de ploegenachtervolging. In de kleine finale was Canada echter te sterk. In het omnium slaagde ze er wel in om een medaille te grijpen, ze werd derde. Op de Gemenebestspelen 2014 in Glasgow won ze de scratch race en won ze zilver in de achtervolging. Namens Australië nam ze deel aan de Olympische Zomerspelen 2016 in Rio de Janeiro, waar ze vijfde werd in de ploegenachtervolging en achtste in het omnium. Op de Gemenebestspelen 2018 in Gold Coast won ze goud in de ploegenachtervolging en brons op de individuele achtervolging. In augustus 2021 werd ze namens Australië wederom vijfde in de ploegenachtervolging tijdens de Olympische Zomerspelen 2020 in Tokio, zevende in de koppelkoers en twaalfde in het omnium.
Op de weg won ze etappes in de Lotto-Belisol Belgium Tour en in de Tour Down Under. In 2013 won ze de derde etappe en het eindklassement van de Ronde van Chongming. In 2017 won ze de Pajot Hills Classic en de proloog van de BeNe Ladies Tour. Ze reed in 2013 en 2014 bij de Australische wielerploeg Orica-AIS en vanaf 2015 vier jaar bij de Britse ploeg Wiggle High5.
In december 2021 beëindigde ze haar carrière.

## Palmares

### Wegwielrennen

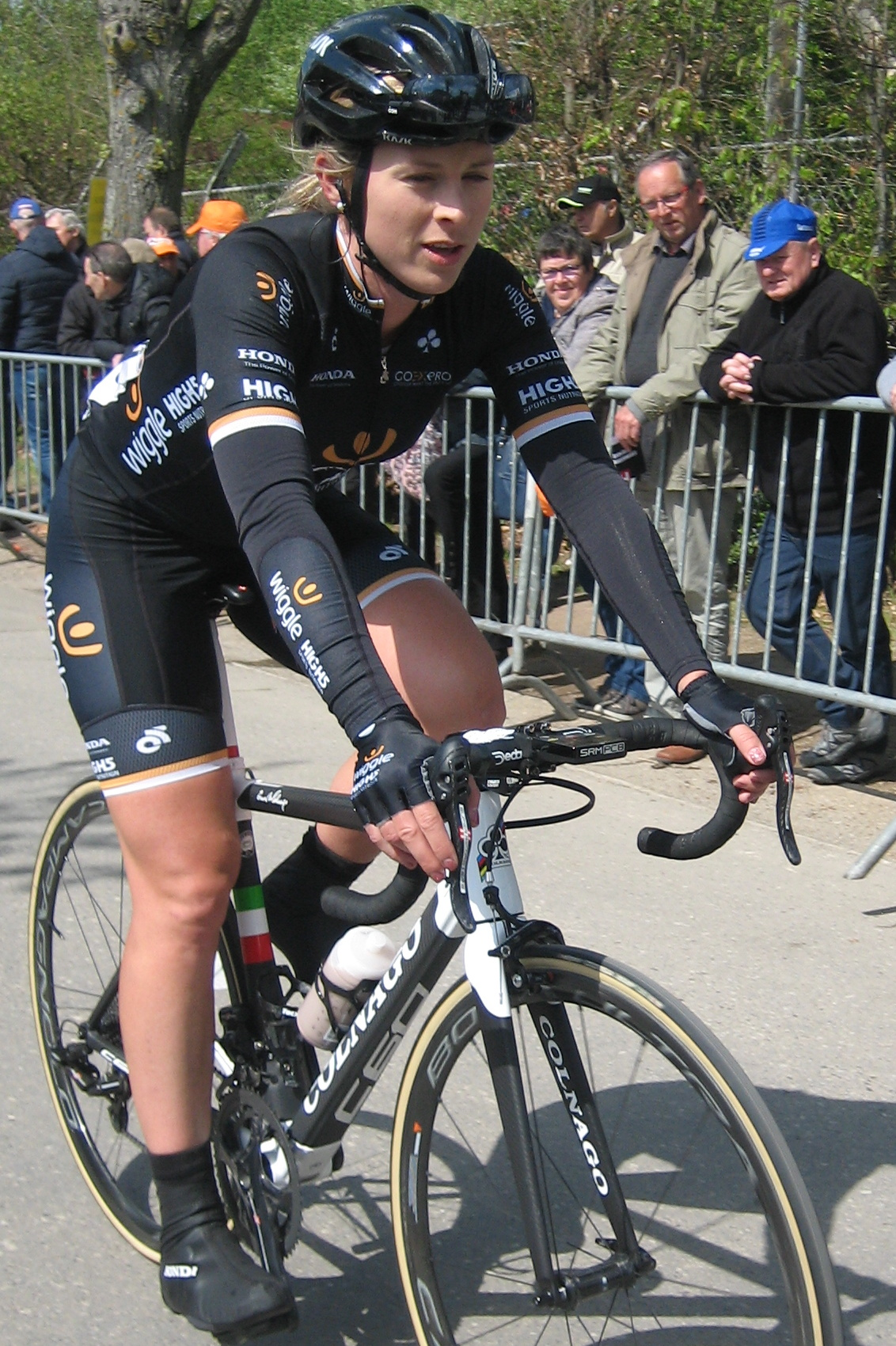
Edmondson in de Waalse Pijl 2017

2013
3e etappe Ronde van Chongming
Eindklassement Ronde van Chongming
4e etappe Lotto-Belisol Belgium Tour
2016
2e etappe Tour Down Under
2017
Pajot Hills Classic
Proloog BeNe Ladies Tour
2018
1e etappe Tour Down Under

### Baanwielrennen

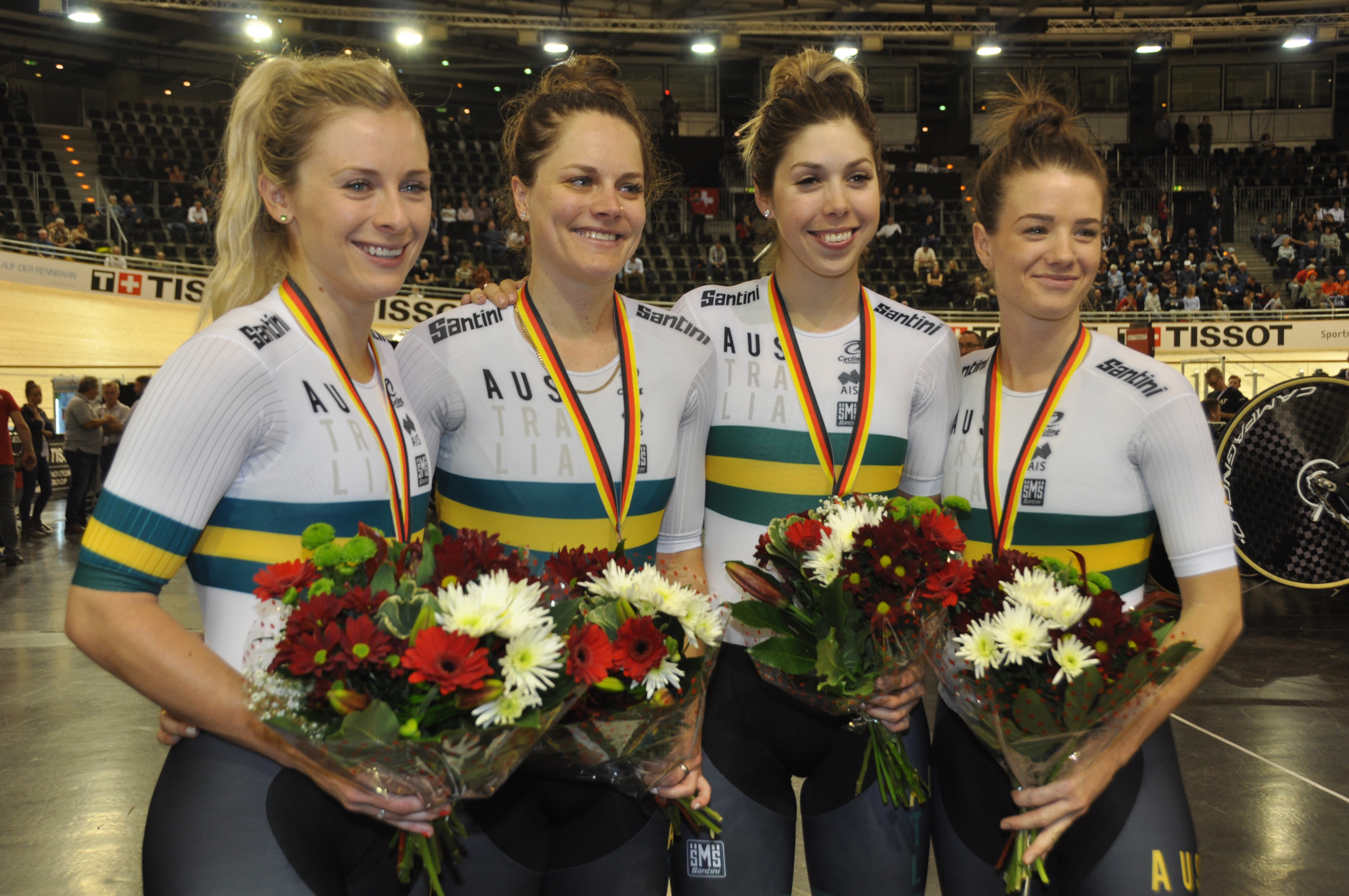
Edmondson (l) met de Australische ploeg

| Jaar     | AK                                                                             | OK                                | WK                                          | Overig                                                                    |
| Junioren | Junioren                                                                       | Junioren                          | Junioren                                    | Junioren                                                                  |
| -------- | ------------------------------------------------------------------------------ | --------------------------------- | ------------------------------------------- | ------------------------------------------------------------------------- |
| 2007     |                                                                                | scratch (ploeg)sprint · keirin    |                                             |                                                                           |
| 2008     | keirin sprint 500m                                                             |                                   | sprint                                      |                                                                           |
| 2009     | scratch sprint 500m · keirin                                                   |                                   | keirin                                      |                                                                           |
| Elite    |                                                                                |                                   |                                             |                                                                           |
| 2008     | ploegsprint                                                                    |                                   |                                             |                                                                           |
| 2009     |                                                                                |                                   |                                             |                                                                           |
| 2010     | keirin ploegsprint 500m · sprint                                               |                                   |                                             |                                                                           |
| 2011     | omnium scratch · ploegachtervolging                                            |                                   |                                             |                                                                           |
| 2012     | achtervolging puntenkoers · scratch                                            |                                   | omnium · ploegenachtervolging               | Olympische Spelen: · omnium · 4e ploegenachtervolging                     |
| 2013     | achtervolging omnium · ploegkoers puntenkoers                                  | omnium · puntenkoers              | ploegachtervolging · achtervolging · omnium | Fiorenzola: omnium Invercargill: scratch                                  |
| 2014     | omnium ploegkoers · puntenkoers scratch · achtervolging · ploegenachtervolging | achtervolging · omnium            | omnium · ploegenachtervolging               | GBS: · scratch · achtervolging                                            |
| 2015     | ploegkoers · (ploegen)achtervolging                                            |                                   | omnium · ploegenachtervolging               | Adelaide: omnium WB Cambridge: ploegenachtervolging Melbourne: ploegkoers |
| 2016     | puntenkoers                                                                    |                                   |                                             | Olympische Spelen: 5e ploegenachtervolging 8e omnium                      |
| 2017     |                                                                                | ploegenachtervolging · ploegkoers |                                             |                                                                           |
| 2018     |                                                                                |                                   |                                             | GBS: · ploegenachtervolging · achtervolging                               |
| 2019     |                                                                                |                                   | ploegenachtervolging                        | WB Glasgow: ploegkoers WB Brisbane: ploegenachtervolging, koppelkoers     |
| 2020     |                                                                                |                                   |                                             |                                                                           |
| 2021     |                                                                                |                                   |                                             | Olympische Spelen: 5e ploegenachtervolging 7e koppelkoers 12e omnium      |

Cromwell · Edmondson · Elvin · Gillow · Gu · Gunnewijk · Hoskins · Johansson · MacLean · Spratt
Edmondson · Elvin · Garfoot · Gillow · Gunnewijk · Hoskins · Johansson · MacLean · Scandolara · Spratt · Sulzberger · Taylor
Abbott · Baker · Bronzini · Christian · Cordon · D'Hoore · Edmondson · Fahlin · Hagiwara · Hosking · King · Longo Borghini · Mullens · Roberts · Roe · Sanchis · Wiasak
Abbott · Bronzini · Christian · Cordon · D'Hoore · Edmondson · Garner · Hagiwara · Hosking · Johansson · King · Longo Borghini · Pieters · Roberts · Sanchis
Bronzini · Cordon · Cure · D'Hoore · Edmondson · Fahlin · G. Garner · L. Garner · Hagiwara · Johansson · Leth · Lichtenberg · Longo Borghini · Roberts · Sanchis
Archibald · Barbieri · Barker · Brennauer · Brown · Cordon · Cure · Edmondson · Fahlin · G. Garner · L. Garner · Leth · Longo Borghini · Ritter · Stewart · Yonamine · Wild